# Enimont
Enimont S.p.A. è stata un'importante società per azioni italiana, frutto della più rilevante operazione di fusione e alleanza tra la chimica pubblica (rappresentata dall'EniChem, controllata del gruppo Eni) e quella privata (rappresentata dalla Montedison).
Occupava 50.000 dipendenti per 15.500 miliardi di lire di fatturato.

## Storia

### Origini
Nacque nel 1988 in seguito alla decisione dei due colossi chimici del paese, grazie all'intervento di Raul Gardini, di unire le proprie attività chimiche in un'unica società. Enimont è infatti l'unione delle sigle di ENI e Montedison. Era, in pratica, una joint venture di proprietà paritaria delle due società (40% a testa), con il rimanente 20% nelle mani del mercato azionario.
| Area                          | Da parte di EniChem                                         | Da parte di Montedison            |
| ----------------------------- | ----------------------------------------------------------- | --------------------------------- |
| Chimica di base e intermedi   | EniChem Anic e controllate                                  | Montedipe e controllate           |
| Chimica secondaria e fine     | EniChem Synthesis e controllate                             | Auschem, Ausind, ACNA, Vinavil    |
| Materiali e materie plastiche | EniChem Anic e controllate, EVC (50%), EniChem Tecnoresine  | Montedipe e controllate           |
| Agricoltura                   | EniChem Agricoltura e controllate                           | Agrimont e Conserv                |
| Detergenza                    | EniChem Augusta e controllate                               | Ausidet                           |
| Elastomeri                    | EniChem Elastomeri e controllate                            | Dutral                            |
| Fibre                         | EniChem Fibre e controllate                                 | Montefibre (59,49%) e controllate |
| Raffineria e aromatici        | Raffineria siciliana, Nurachem                              | Raffineria e aromatici di SELM    |
| Ricerca                       | -                                                           | Istituto Guido Donegani           |
| Sanità e altre attività       | Sclavo, Bellico, Boston, Alta, Sinel e altre società minori | Sefimont, Sime, Segem             |

### Il fallimento
La società ebbe però breve durata; nel 1990 Gardini, a seguito di immobilismi dalla parte di Eni, disaccordi e divergenze con la parte statale della joint venture, cercò di acquistare il 20% delle azioni sul mercato tramite una cordata di finanzieri e imprenditori amici, ma ciò portò alla rottura dei rapporti con il partner industriale e, di conseguenza, con il Parlamento e la politica dell'epoca. Le due parti trovarono un accordo, detto "del Cowboy", grazie all'allora ministro delle partecipazioni statali, Franco Piga: Gardini cedette il 40% di Enimont, di proprietà Montedison, all'Eni al prezzo di 2800 miliardi di lire; tuttavia tale accordo privò il colosso privato di quasi tutto il settore chimico che deteneva prima dell'alleanza con Eni.
Con lo scandalo seguito a quest'accordo, trovò veridicità il fatto che lo stesso Gardini fu costretto a pagare tangenti ai partiti politici dell'epoca, nel vano tentativo di risparmiare sulle tasse per la vendita delle attività chimiche della Montedison.

### La cessione ad EniChem delle principali attività Montedison
L'EniChem si ritrovò così nuovi stabilimenti da gestire e nuove linee di produzione che erano in passato della Montedison (es. la Vinavil). 
Montedison invece era diventata praticamente una holding di partecipazioni che controllava diverse aziende del settore alimentare e la nuova Edison, legata alle attività energetiche.